# Notodonta dromedarius
Notodonta dromedarius је врста ноћног лептира (мољца) из породице Notodontidae. 

## Опис
Распон крила је од 35 до 40 мм. Тамно сиве до браон боје са карактеристичним црвенкасто-смеђиим пругама на корену предњег крила и задњој ивици. Боја може варирати, чести су тамни примерци са мало црвенкасто браон боје.  Гусеница је зелене боје и има неколико грбица на леђима. 

## Распрострањење и станиште
Врста је распрострањена у читавој Европи. Насељава шумска станишта и станишта са жбунастом вегетацијом. У Србији је распрострањена само на планинама.  

## Биологија
Лети од априла до августа месеца. Гусенице се хране брезом, а понекад храстом, трепетљиком или леском. Лептир презимљава у стадијуму лутке.  

## Синоними
- Phalaena dromedarius Linnaeus, 1767

## Подврсте
- Notodonta dromedarius subsp. dromedarius (Linnaeus, 1767)

- Notodonta dromedarius subsp. frigida Rangnow, 1935